# Departamento de Información Pública de las Naciones Unidas
El Departamento de Información Pública de las Naciones Unidas es un departamento de la Secretaría General de Naciones Unidas que se ocupa de las relaciones públicas de la organización y proporcionar noticias sobre el trabajo de las agencias de la ONU y de los problemas relacionados con la información a nivel mundial.
El departamento también realiza un trabajo de coordinación con las organizaciones no gubernamentales.

## Misión
El 13 de febrero de 1946 la Asamblea General de las Naciones Unidas estableció en su resolución 13(1) la creación del Departamento de Información Pública de las Naciones Unidas.

La Asamblea General estableció en 1946, en su resolución 13(1), la creación Departamento de Información Pública con el objetivo de promover en todo el mundo un mayor conocimiento y una mejor comprensión de la labor de las Naciones Unidas a través de la radio, la televisión, la prensa escrita, Internet, videoconferencias y otros medios de información.

El Departamento informa anualmente sobre su trabajo al Comité de Información. de la Asamblea General. El Comité, que se reúne una vez al año, se encarga de supervisar el trabajo del Departamento y de proporcionarle unas directrices respecto a la orientación, programas y actividades del mismo.

La misión del Departamento

El Departamento de Información Pública se ocupa de comunicar los ideales y las actividades de las Naciones Unidas al público del mundo entero, de interactuar y formar asociaciones con diversos grupos de destinatarios y de recabar el apoyo para la paz, el desarrollo y los derechos humanos para todos.

Informar – Participar – Inspirar
Departamento de Información Pública de las Naciones Unidas

## Divisiones
- División de Comunicación Estratégica
- División de Noticias y Medios de Información
- División de Extensión